# Отто Майсснер
Отто Лебрехт Едуард Майсснер (нім. Otto Lebrecht Eduard Meissner) — німецький державний чиновник епохи Веймарської республіки і Третього Рейху. У Веймарській республіці входив до найближчого оточення рейхспрезидента Фрідріха Еберта та Пауля фон Гінденбурга (1919—1934), в Третьому Рейху керував президентською канцелярією фюрера (1934—1945) та був рейхсміністром без портфеля.

## Біографія
Отто Майсснер народився 13 березня в сім'ї поштового службовця в Ельзасі, який в той момент входив в Німецьку імперію. Крім німецької мови Отто Майсснер володів французькою і так званим «ельзаською німецькою», побіжно говорив і писав по-російськи та по-латині.
У 1898—1903 роках Мейснер вивчав юриспруденцію в Страсбурзі. Після навчання в 1903—1904 роках Мейснер проходив військову службу.
У 1906 році Майсснер на посаді судового асесора був прийнятий на службу в органи юстиції Ельзасу-Лотарингії. У 1908 році Отто Мейснер перейшов на посаду старшого чиновника в генеральну дирекцію королівських залізниць Ельзасу-Лотарингії і Люксембурга.
У 1915—1917 роках Майсснер брав участь у Першій світовій війні, закінчивши службу в званні капітана резерву. У цей період в 1915 році він уперше зустрівся з Паулем фон Гінденбургом, коли той нагороджував Отто Майсснер Залізним хрестом за швидке зведення залізничного моста. Отто Майсснер справив на майбутнього рейхспрезидента позитивне враження.
З 1916 року Майсснер служив транспортним референтом в дирекції військової залізниці в Бресті-Литовську, потім у Варшаві, а з квітня 1917 року — в Бухаресті. Пізніше він працював в головному управлінні залізниці в Києві, а потім перейшов на дипломатичну роботу. З 1918 року Майсснер служив повіреним Німеччини при уряді України. Після поразки Німеччини в Першій світовій війні в кінці 1918 року та подальшого повного розвалу всіх організаційних структур в окупованих Німеччиною регіонах Східної Європи Мейснер завдяки його знанням російської мови і досвіду роботи на залізниці в лютому-березні 1919 року вдалося доставити додому поїздом через території, охоплені громадянською війною, кілька сотень розсіяних по Україні солдат колишньої окупаційної армії Німеччини. На цьому поїзді Майсснер вивіз до Німеччини довірену йому касу дипломатичної місії Німеччини в Києві, що становила 3,4 млн рейхсмарок, і передав її в Берліні імперському уряду. На знак визнання його заслуг новий глава держави німецької республіки Фрідріх Еберт призначив Отто Майсснера радником і заступником керівника своєї канцелярії.
Водночас Майсснеру було надано французьке громадянство і високий пост урядовця в новій французькій мерії Страсбурга, але він відмовився.

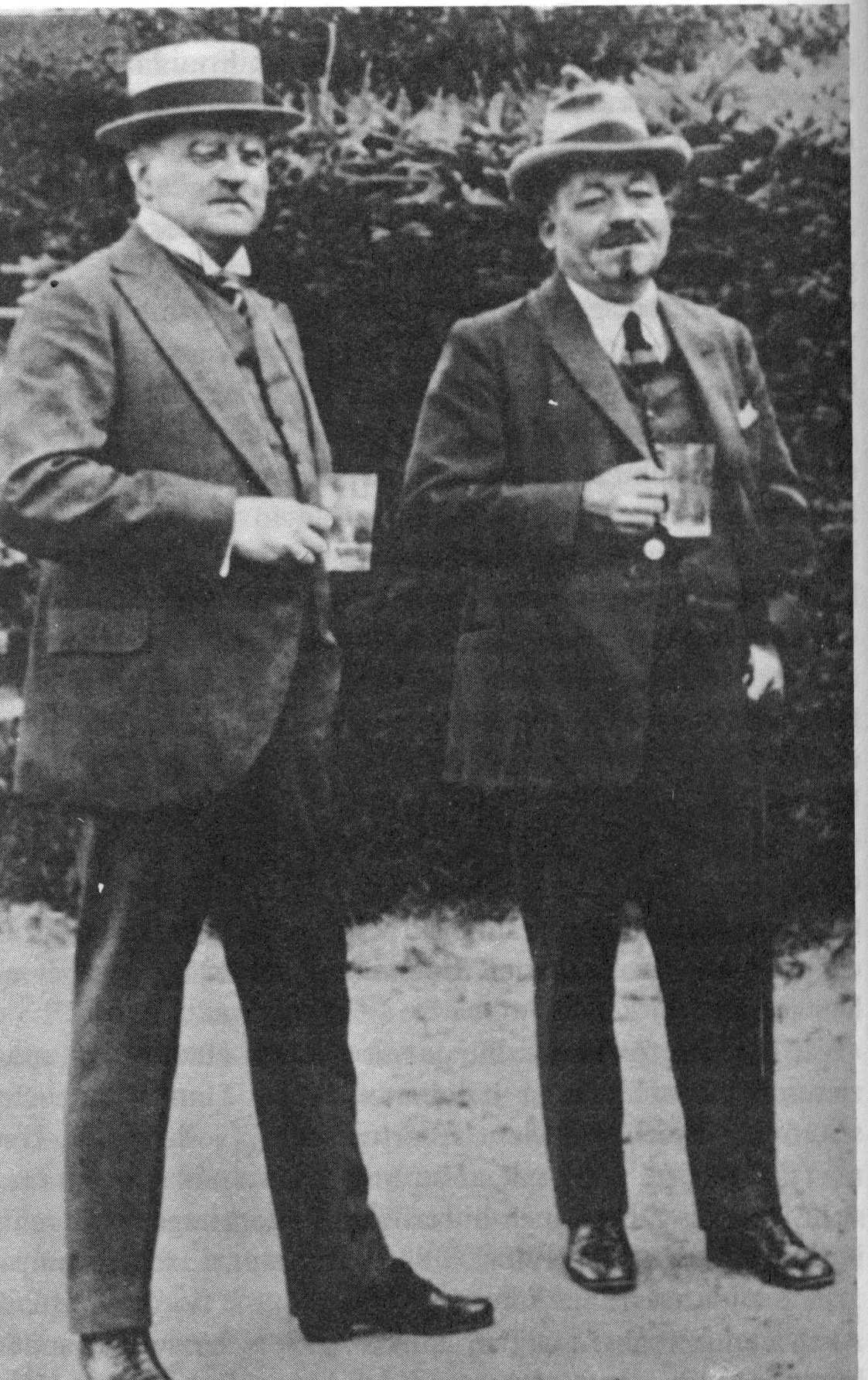
Мейснер (зліва) з Фрідріхом Ебертом на курорті Бад-Мергентхайм. 1922

### Керівник президентської канцелярії (1919—1945)
На початку 1920 року Майсснер очолив канцелярію рейхспрезидента і залишався на цій посаді, незважаючи на зміну своїх шефів, зміни в назві відомства і своєї посади до кінця травня 1945 року.
Отто Майсснер займав пост керівника канцелярії у рейхспрезидента Еберта (1919—1925) і Гінденбурга (1925—1934), а потім після злиття в серпні 1934 року постів рейхсканцлера і рейхспрезидента керував президентською канцелярією фюрера і рейхсканцлера Адольфа Гітлера. У травні 1945 року, після того, як Гітлер своїм заповітом знову розділив посади канцлера і президента, Мейснер зі старою назвою посади працював при новому главі держави, Карлі Деніці. Востаннє Мейснер зустрічався з Гітлером 13 березня 1945 року і отримав від нього в честь свого 65-річчя чек на 100 тисяч рейхсмарок. Почавши свою кар'єру в Палаці рейхспрезидента в 1919 році з посади таємного радника, Отто Мейснер залишив палац в 1945 році в ранзі рейхсміністра. Кабінет Майсснера перебував всі ці роки в урядовому кварталі Берліна в так званому Палаці рейхспрезидента за адресою Вільгельмштрассе 73, де також перебувала квартира Майсснера.
У 1919 році, коли рейхстаг Веймарської республіки доручив рейхспрезиденту Фрідріху Еберту підібрати гімн для нової німецької держави замість старого кайзерівського національного гімну «Heil dir im Siegerkranz», той спитав поради Майсснера, відомого як великого знавця німецької пісенної творчості. Майсснер запропонував Еберту «Пісню німців» Гофмана фон Фаллерслебена. Еберт підтримав цю ідею і подав на розгляд рейхстагу. Прийнята як гімн Веймарської республіки «Пісня німців» залишалася державним гімном Німеччини і за Гітлера аж до 1945 року, а потім після утвердження в 1949 році Основного закону стала офіційним гімном ФРН.

### Останні роки життя (1945—1953)

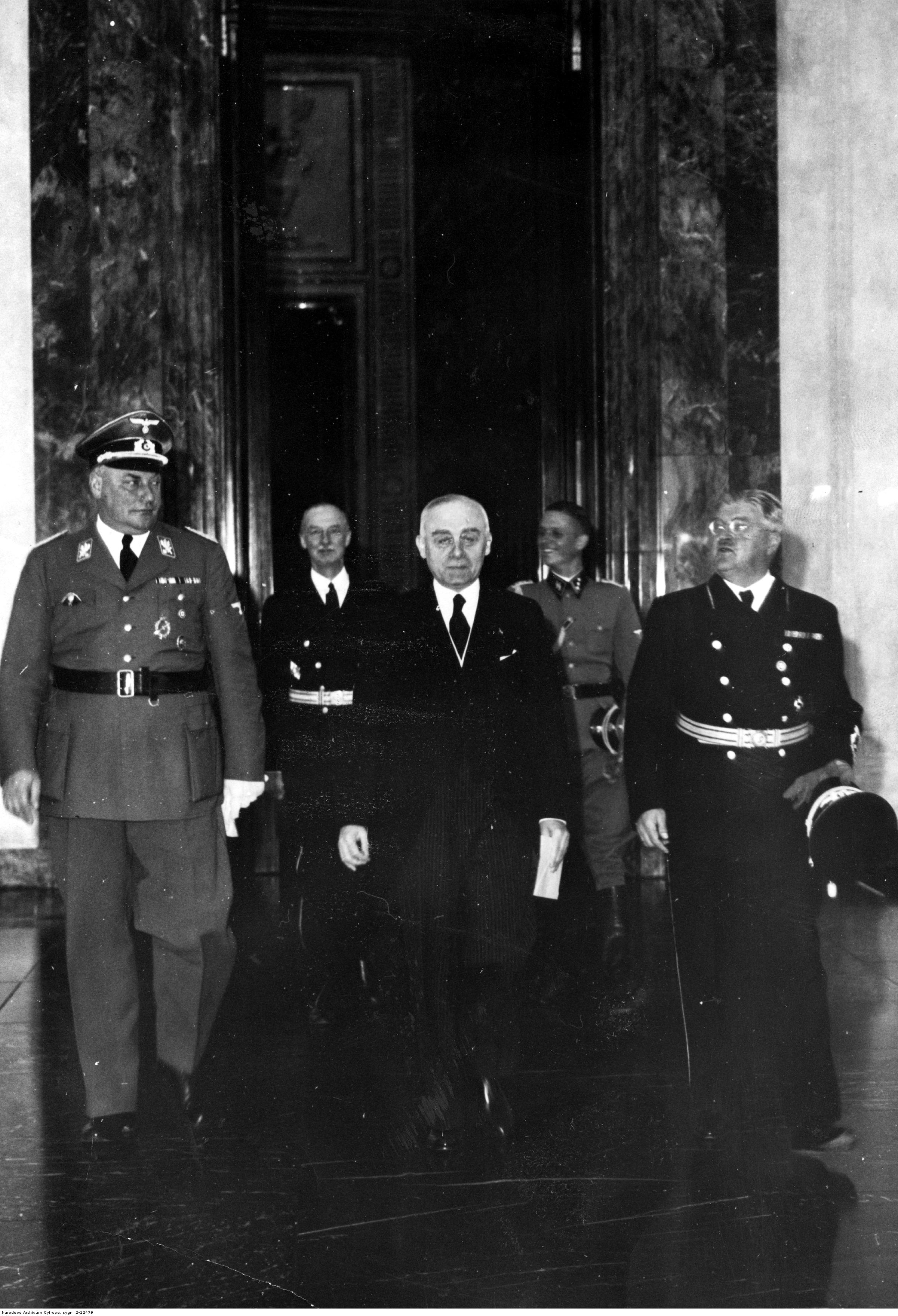
Отто Месйнер — крайній праворуч (Берлін, 1940).

Після закінчення Другої світової війни Майсснер був заарештований союзниками 23 травня 1945 року і допитаний на Нюрнберзькому процесі як свідок. У липні 1947 року він виступив свідком захисту на процесі за обвинуваченням колишнього статс-секретаря Франца Шлегельбергера. Процес проти самого Майсснера, що відбувся в рамках так званої справи Вільгельмштрассе, завершився 14 квітня 1949 року виправдувальним вироком суду.
У 1950 році Майсснер опублікував свої спогади під назвою «Статс-секретар при Еберті, Гінденбурзі і Гітлері» (Staatssekretär unter Ebert, Hindenburg und Hitler).

## Нагороди
- Залізний хрест 2-го і 1-го класу
- Орден «Святий Олександр» з мечами (Болгарія)
- Хрест «За військові заслуги» (Австро-Угорщина) 3-го класу з військовою відзнакою
- Почесний хрест ветерана війни з мечами
- Пам'ятна військова медаль (Угорщина)
- Золотий партійний знак НСДАП[11]
- Німецький Олімпійський знак 2-го класу
- Медаль «У пам'ять 13 березня 1938 року»
- Медаль «У пам'ять 1 жовтня 1938»
- Орден Корони Італії, офіцерський хрест (1939)
- Орден «За заслуги перед Федеративною Республікою Німеччина», командорський хрест
- Орден Народної освіти (Португалія), великий хрест